# Hook Island
Hook Island è un'isola situata al largo della costa dello stato australiano del Queensland. L'isola fa parte dell'arcipelago delle Whitsunday. L'isola è prevalentemente rocciosa e fa parte del Whitsunday Islands National Park. La costa settentrionale dell'isola è nota per i suoi coloratissimi coralli.
Il 12 febbraio del 2008 uno yacht si è arenato a Cape Cove. La barca rimase incastrata tra le rocce di notte e in condizioni meteo avverse e fu necessario l'intervento di elicotteri per salvare le 37 persone che si trovavano a bordo. È stata la più grande operazione di salvataggio compiuta da elicotteri su un'imbarcazione mai effettuata in Australia.
Nel dicembre 2009 due persone hanno perso la vita a causa delle punture della medusa irukandji mentre facevano snorkeling a Hook Island.
Alcuni dei più antichi siti archeologici mai trovati in Australia orientale sono le grotte del popolo Ngaro di Hook Island. Un sito a Nara Inlet è la più antica indicazione di occupazione aborigena nel Parco marino della Grande barriera corallina..

## Hook Island Wilderness Resort
L'unica abitazione su Hook Island è il Hook Island Wilderness Resort, il quale è raggiungibile a giorni irregolari grazie ad un catamarano. Il resort dispone di un bar/ristorante. Alcune attività disponibili presso il resort sono il nuoto e le immersioni subacquee. Sull'isola esiste anche un osservatorio sottomarino ora chiuso per motivi di salute e di sicurezza in quanto non munito di una ventilazione adeguata.

Panorama di Hook Island

## Mostro marino
Nel 1964 è stata scattata una fotografia ritraente quello che sembra essere un mostro marino. La foto, dichiarata autentica, è diventata famosa a livello mondiale.